# Stavsolus manchuricus
Stavsolus manchuricus is een steenvlieg uit de familie Perlodidae. De wetenschappelijke naam van de soort is voor het eerst geldig gepubliceerd in 1999 door Teslenko.